# Novate Milanese
Novate Milanese é uma comuna italiana da região da Lombardia, província de Milão, com cerca de 19.931 (al 31/12/2003) habitantes. Estende-se por uma área de 5,46 km², tendo uma densidade populacional de 3650,37 hab/km². Faz fronteira com Bollate, Baranzate, Cormano, Milano.

## Demografia
| Variação demográfica do município entre 1861 e 2011                               |
|                                                                                   |
| Fonte: Istituto Nazionale di Statistica (ISTAT) - Elaboração gráfica da Wikipedia |